# Gabriele Middelmann
Gabriele Middelmann (* 11. November 1961 in Velbert in NRW) ist eine deutsche Künstlerin, mit Schwerpunkt Malerei und Fotografie.

## Leben
Gabriele Middelmann künstlerische Wesenszüge zeigten sich bereits im Kindesalter. Ihr Wunsch nach dem Abitur an der Folgwang Universität der Künste in Essen zu studieren blieb ihr verwehrt, stattdessen wurde sie an der Kunsthochschule Wuppertal im Bereich Textil Design angenommen. Allerdings stellte sie schnell fest, dass ihr die Kunst in dieser Sparte und zu dieser Zeit keine finanzielle Unabhängigkeit bieten würde, daher entschied sie sich zunächst für eine Ausbildung zur Zahntechnikerin, wo sie anschließend im Bereich Keramik arbeitete und parallel für einen medizinischen Fachverlag, über mehrere Jahre Kunstkalender gestaltete. Zahlreiche weiterführende Studiengänge an der Kunstakademie Bad Reichenhall, von 2000 bis 2002 in der Meisterklasse von Sigi Braun, 2003 bei Markus Lüpertz und von 2003 bis 2004 bei Peter Tomschizek, führten dazu, dass sie sich später als freischaffende Künstlerin etablierte. Sie lebt und arbeitet im Norden von München, ist Mitglied im BBK München und in der Künstlervereinigung Dachau und seit 2005 Dozentin an verschiedenen deutschsprachigen Kunstakademien tätig. Sie ist verheiratet und hat einen Sohn.

## Werk und Stil
Oberfläche und Tiefe und der damit verbundene Raum sowie die Zeit und ihre Spuren sind das übergeordnete Thema mit dem sich Gabriele Middelmann seit Jahren intensiv und in unterschiedlichen Ausdrucksformen der Kunst, im Speziellen in der Malerei und der Fotografie, auseinandersetzt.
Ihre Kunst findet ihren Ursprung in der erlebten Umgebung und findet mit Abstand betrachtet und herausgelöst, dort die Form zu ihren Arbeiten.
Durch mannigfaltige Schichtungen, Überlappungen und Faltungen, ganz der Intuition und doch den Prinzipien der Weltordnung folgend, fügen sich Fotografie und Malerei zusammen und schaffen neue experimentelle, topografische Bewegungsräume.

## Ausstellungen
- 2002: BMW Technik München
- 2003: Tölzer Kunstturm „im Überfluss II“ in Bad Tölz
- 2004: Kulturkreis Haimhausen „Rudiment“ in Haimhausen
- 2004: Dachauer Wasserturm, Wasser ade, in Dachau
- 2005: Freisinger Mohr, Landratsamt freising
- 2006: Kunstverein Ottobrunn, ARTiges im Ottobrunner Rathaus
- 2007: Bayer. Staatsministerium für Wirtschaft
- 2007: Künstlerhaus, Lenbachplatz 7, lutter & wegner in München
- 2008: Kunstverein Freisinger Mohr, Gedrucktes- im alten Gefängnis
- 2008: Karlsberg Galerie – Dachau am Karlsberg
- 2009: Galerie der KVD  „Wasserwüsten“
- 2009: Kapuzinerstadel des Kunstvereins Deggendorf
- 2009: Haus der Kunst München, Nordgalerie
- 2010: Internationale Kunstmesse Stuttgart, Finalistenausstellung Syrliner Kunstpreis
- 2010: Galerie im Zentrum Verwaltungsgericht Stuttgart
- 2010: Art fair Europe in Nürnberg
- 2011: Brogan museum of arts and science / USA Tallahassee
- 2011: Palazzo Borromeo in Mailand
- 2011: Furament 2011 in Tervuren, Belgien
- 2012: Galerie Seidlstrasse in Murnau „Positionen des Abstrakten“
- 2012: Italienische Botschaft in Washington DC USA
- 2013: Verwaltungsgericht Stuttgart mit intern. Kunstverein Syrlin
- 2013: La maison de la culture place du marche à petange in Luxemburg
- 2014: Galerie Starnberger See, Kunst der Moderne in Feldafing
- 2014: Aaart foundation,  Kunsthaus der Kitzbühler Alpen
- 2015: Huntenkunst Niederlande
- 2016: AAF Mailand Galerie Hofburg
- 2016: Galerie Tonart in Hombrechtikon in der Schweiz
- 2017: Schlossausstellung der KVD in Dachau
- 2018: SURFACES - Festival Venice 2018
- 2018: 25. Aichacher Kunst-Förderpreis
- 2018: Ete' - Lausanne - Schweiz
- 2018: Arteg Kunstgaleria - Tegernsee
- 2019: Bienal del Arte - MEAM Museum European d’Art Modern - Barcelona
- 2019: Art Muc Praterinsel - München
- 2019: Art Sylt - Part 2 Gallery - Düsseldorf
- 2019: Nachtbrötchen - Part 2 Gallery im Ergo Ipsum - Düsseldorf
- 2020: Dozentenausstellung Akademie der bildenden Künste
- 2020: Art Innsbruck Part 2 Gallery Düsseldorf
- 2020: Galerie Arteg Tegernsee
- 2021: Villa Haar Weimar
- 2021: Galerie der KVD Dachau

## Veröffentlichungen
- Künstlerportrait Gabriele Middelmann - „Malerei als Sprache der Seele“ 2019, Kunstschoen
- „Skulpturen für die Wand“ 2018, Süddeutsche Zeitung
- „Ewige Vergänglichkeit“ 2017, Süddeutsche Zeitung
- „Auf der Suche“ 2017, Süddeutsche Zeitung
- „Mensch sein ist wie Malen“ 2015, Kunst und Material Ausgabe
- „100 Quadratmeter Kunst“ 2014, Süddeutsche Zeitung
- „Kunstwelten“ 2012, boesner GmbH & innovations
- „Raumverloren“ 2012, Süddeutsche Zeitung
- „Who's is Who in Visual Art“ 2012, Art Domain Verlag, Leipzig
- „Gebändigtes Chaos der Natur“ 2009, Süddeutsche Zeitung